# Neomarica gracilis
Neomarica gracilis là một loài thực vật có hoa trong họ Diên vĩ. Loài này được (Herb.) Sprague miêu tả khoa học đầu tiên năm 1928.